# موسیقی رومنی

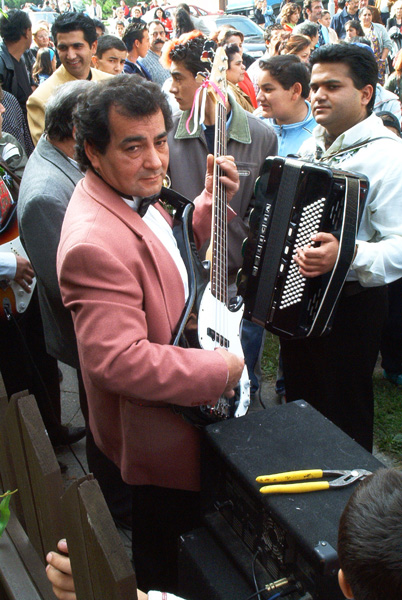
نوازندگان رومانی در یک عروسی در جمهوری چک در سال ۲۰۰۵

موسیقی رومانی (که اغلب به عنوان کولی یا موسیقی کولی نامیده می‌شود، که اصطلاحی تحقیرآمیز محسوب می‌شود) نوعی موسیقی از مردم کولی است که ریشه در شمال هند دارند اما امروز بیشتر در اروپا زندگی می‌کنند.
از نظر تاریخی عشایری، اگرچه مردم رومنی اکنون به‌طور گسترده‌ای ساکن شده‌اند، اما مدتهاست که به عنوان سرگرمی و پیشه‌وری فعالیت می‌کنند. در بسیاری از مکانها، رومنی‌ها به عنوان نوازنده شناخته شده‌اند. همچنین رومنی‌ها مسافت‌های گسترده‌ای را طی کرده‌اند که تأثیرات بسیاری از اشکال موسیقی بیزانسی، یونانی، عربی، هندی، فارسی، ترکی، اسلاوی، رومانیایی، آلمانی، هلندی، فرانسوی، اسپانیایی و حتی یهودیان ایجاد کرده‌است.
تعریف پارامترهای سبک موسیقی یکپارچه رومی دشوار است، زیرا تفاوت‌های زیادی در ساختارهای آهنگین، هارمونیک، موزون و رسمی از منطقه ای به منطقه دیگر وجود دارد. متن ترانه‌های رومی اغلب با یک یا چند گویش از زبان رومانی خوانده می‌شود و رقص اغلب با اجرای موسیقی رومی همراه است.